# Monte Cassa del Ferro
Il monte Cassa del Ferro (3 140 m s.l.m.) è una montagna delle Alpi della Val Müstair nelle Alpi Retiche occidentali. Si trova in Lombardia.

## Caratteristiche
La montagna è collocata appena ad oriente del lago di Livigno e poco a nord del pizzo del Ferro.